# هيئة الطيران المدني الإيطالية
هيئة الطيران المدني الإيطالية اختصاراً (ENAC) بالإيطالية: (Nazionale per l'Aviazione Civile) ، ،  هي هيئة الطيران الوطنية لإيطاليا . يقع مقرها الرئيسي في روما . نص المرسوم التشريعي رقم 250/97 على وجود الهيئة المذكورة أعلاه في 25 يوليو 1997. وهذه هي معادلة من ادارة الطيران الاتحادية بالولايات المتحدة .

## تاريخ
تم إنشائها بموجب تشريع في 25 يوليو 1997.
في عام 2020 ، كانت الهيئة مسؤولة عن الإشراف على امتثال شركات الطيران الإيطالية للوائح الإجراءات الإحترازية لمرض كوفيد-19 .
تمثل الهيئة إيطاليا في منظمات الطيران المدني الدولية الرئيسية ، مثل منظمة الطيران المدني الدولي ، ومؤتمر الطيران المدني ، الوكالة الأوروبية لسلامة الطيران ، والمنظمة الأوروبية لسلامة الملاحة الجوية ، والتي لها معها حوار وتعاون مستمران ويتولى فيها أيضًا مناصب قيادية

## روابط خارجية
- Italian Civil Aviation Authority Official website باللغة الإيطالية
- General information in English